# Vampir d'ales blanques
El vampir d'ales blanques (Diaemus youngi), és una espècie de vampir del gènere monotípic Diaemus. Es troba des de Mèxic al sud de l'Argentina i està present a les illes de Trinitat i Tobago i Margarita. A Trinitat, es van trobar fins a 30 individus en el forat d'un arbre, i un fou trobat vivint en una cova juntament amb individus de vampir comú i ratpenat de dues ratlles gros. Els individus són fàcilment identificables per les puntes blanques de les seves ales.
Sembla que prefereix la sang dels ocells a la dels mamífers, i generalment s'alimenten penjant-se d'una branca. No són tan àgils a terra com els vampirs comuns, encara que són força destres pujant a les branques i molt més dòcils.
Aquest ratpenat transmet malalties a Trinitat.